# Collection des plans et dessins du Moyen Âge de l’Œuvre Notre-Dame

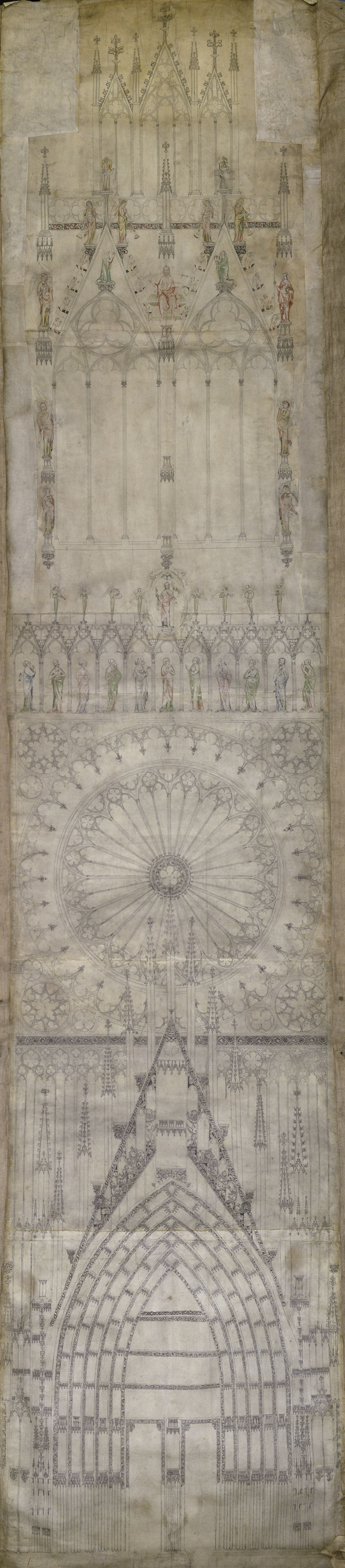
Le dessin nº5.

La collection des plans et dessins du Moyen Âge de l’Œuvre Notre-Dame est un ensemble de dessins datant du XIIIe siècle au XVIe siècle et représentant des grands monuments gothiques, en particulier la cathédrale de Strasbourg. Propriété de la Fondation de l'Œuvre Notre-Dame, qui l’a assemblée au Moyen Âge, cette collection a été placée en dépôt au musée de l'Œuvre Notre-Dame à la création de celui-ci et est exposée au public depuis 2015, avec toutefois des restrictions en raison de la grande fragilité des documents. Comptant une trentaine de pièces, l’ensemble strasbourgeois est la troisième plus grande collection de plans médiévaux en Europe, après celles de l’Académie des beaux-arts de Vienne et des archives d’Ulm.

## Historique
La collection a commencé à se constituer au Moyen Âge, au sein de l’Œuvre Notre-Dame, l’atelier de cathédrale de Strasbourg. L’institution, bien qu’employant les architectes de la cathédrale, n’était toutefois en temps normal pas propriétaire des plans que ceux-ci établissaient et qu’ils emmenaient avec eux lorsqu’ils quittaient le chantier. Les plans conservés sont donc probablement soit des commandes spéciales, soit ont été rachetés aux maîtres d’œuvre ou à leurs héritiers, transactions qui apparaissent parfois dans les livres de comptes.
L’ampleur exacte de la collection au XVIe siècle n’est pas connue en détail, mais il est possible qu’elle ait compté à cette date plus de quatre cents plans et dessins. Toutefois, le déclin progressif de l’Œuvre Notre-Dame et ses difficultés financières à partir du XVIe siècle conduisirent à la déliquescence progressive de la collection : certains dessins sont ainsi utilisés au XVIIe siècle pour relier des livres et d’autres sont vendus.
Les restes de la collection commencent à attirer l’attention des érudits au XIXe siècle et l’architecte Georg Moller est le premier à publier l’un d’entre eux dans son ouvrage Denkmählern der deutschen Baukunst en 1821. D’autres dessins sont ensuite publiés par Christian Wilhelm Schmidt en 1851, dans Faksimile der Originalpläne Deutscher Kathedralen et Schneegans envisage d’en effectuer la publication complète, bien que ce projet ne soit pas mené à terme. Cet intérêt n’amène cependant pas toujours la collection à être traitée avec plus de soin, et certains dessins encore mentionnés à cette époque disparaissent alors entre les mains de collectionneurs privés, d’autres sont collés sur toile dans le but d’être exposés dans les bureaux de la Fondation, où ils sont présentés aux visiteurs de marque, comme Viollet-le-Duc.
À la création du musée de l'Œuvre Notre-Dame dans les années trente, la collection y est mise en dépôt et quelques dessins sont alors exposés dans la salle du gâble, sans être toutefois particulièrement mis en valeur. C’est en 1989, à l’occasion de l’exposition Les bâtisseurs des cathédrales, que l’importance patrimoniale de l’ensemble des dessins est révélée. Cet événement marque toutefois également la fin de leur présentation au public : particulièrement fragiles, ils ont alors déjà souffert de leur exposition prolongée à la lumière.
Conservée en réserve pendant vingt-cinq ans, la collection rejoint finalement en 2015, à l’occasion du millénaire de la cathédrale, une salle du musée spécialement conçue pour leur exposition où ils peuvent de nouveau être présentés au public, avec cependant des restrictions.

## Conditions de conservation

### Situation antérieure à 2015
Au XIXe siècle, les dessins sont marouflés et exposés dans des vitrines dans les bureaux de l’Œuvre Notre-Dame, puis, à la création du musée de l’Œuvre Notre-Dame ils sont présentés dans la salle du gâble. Celle-ci ne comporte que peu de fenêtres, mais l’éclairage est alors composé de tubes fluorescents et il n’y a pas de protections contre les rayons ultraviolets. Par ailleurs, la salle, qui est de grande taille, ne fait l’objet d’aucun contrôle du climat.
Pour l’exposition de 1989, les plans sont décollés des toiles, puis placés en réserve après celle-ci. Les plans ne sont alors plus exposés à la lumière, mais la salle où il se trouvent ne dispose toujours pas de moyens de contrôler les variations d’humidité et de température. Durant cette période, ils restent dans les cadres qui ont été réalisés pour l’exposition : il s’agit de boîtes en tilleul et peuplier, avec une vitre en plexiglas et un tamponnage de matériaux hygroscopiques.

### La nouvelle réserve

#### Opérations préalables
Les conditions de conservation de la collection n’étant pas satisfaisantes, un projet de construction d’une nouvelle réserve est lancé au début des années 2000. Celui-ci débute par une étude préalable en 2005 et la formation d’un conseil scientifique en 2007. En parallèle, la collection fait l’objet d’une étude scientifique à partir de 2006, pendant laquelle les dessins font l’objet d’observation à la loupe binoculaire, à l’infrarouge et par spectrométrie de fluorescence des rayons X via la sonde nucléaire PIXE de l’AGLAE. Certains font par ailleurs l’objet d’interventions en conservation curative, principalement du dépoussiérage et des consolidations, par exemple la pose de renforts sur les déchirures. Les études ayant montré que les salles existantes n’étaient pas adaptées à une gestion fine du climat, la décision est prise en 2014 d’aménager un nouvel espace dans les combles de la maison de l’Œuvre Notre-Dame et prenant la forme d’une réserve visitable.

#### Contrôle du climat
Le contrôle du climat est assuré de manière passive et active. Le contrôle passif repose sur une succession d’enveloppes isolantes entre l’extérieur et les plans, qui permettent de lisser les variations de température et d’humidité au cours de la journée. La première enveloppe est constituée par la salle, dont les parois sont doublées par un frein-vapeur. Les deuxième et troisième enveloppes sont le mobilier, puis les boîtes, qui sont scellées pour rester étanches.
Le contrôle actif est composé d’une armoire climatique et d’un groupe froid installés dans une salle annexe. Ces équipements servent à réguler l’hygrométrie de la salle à environ 45%, en évitant les taux extrêmes, notamment un taux d’humidité inférieur à 35%, fréquent en hiver en l’absence de régulation. Ils maintiennent également la salle de conservation en surpression, ce qui permet de limiter l’entrée de polluants depuis l’extérieur. Les conditions climatiques sont mesurées en temps réel par un réseau de capteurs, une alarme se déclenchant dans le cas où les mesures sortiraient de la plage prévue.

#### Mobilier

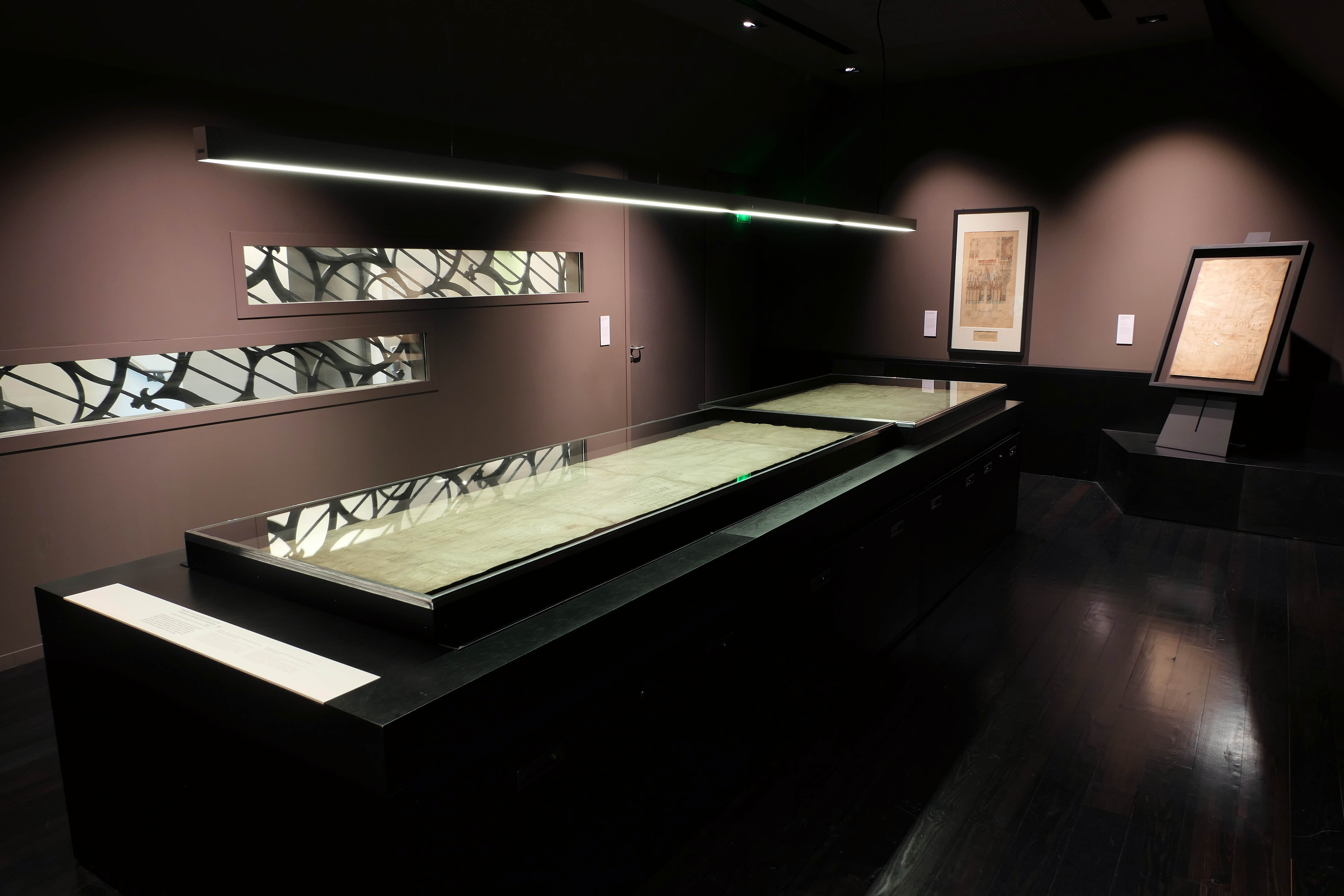
Salle de conservation et de présentation de la collection des plans et dessins au Musée de l’Œuvre Notre-Dame.

Les grands dessins sont conservés dans un meuble central à tiroirs en contreplaqué de bouleau sur une structure métallique. Ces tiroirs forment des boîtes de présentation hermétiques dont la partie supérieure est une vitre en verre feuilleté. La surface supérieure du meuble permet d’y déposer les boîtes des plans sélectionnés pour l’exposition. Bien que le bois soit un bon matériau tampon, il présente toutefois l’inconvénient de dégager des composés nocifs pour les œuvres, mais aussi pour les personnes en milieu clos, comme du formaldéhyde ou de l’acétaldéhyde. Pour atténuer ce problème, le bois est recouvert d’un revêtement mélaminé et des périodes de plusieurs mois de dégazage des panneaux ont été imposées avant et après la mise en œuvre. Néanmoins, les mesures réalisées avant la mise en service montrent une concentration d’acide acétique proche de la limite acceptable, ce qui impose le maintien d’une surveillance constante de ce paramètre.
Outre le meuble central, deux meubles à plans en métal permettent de ranger les dessins de plus petit format et une table de consultation permet aux chercheurs de travailler. En dehors des temps de visite de la salle, le mobilier est couvert par une bâche ignifugée en fibre de verre pour améliorer la protection en cas d’incendie.

## Présentation au public

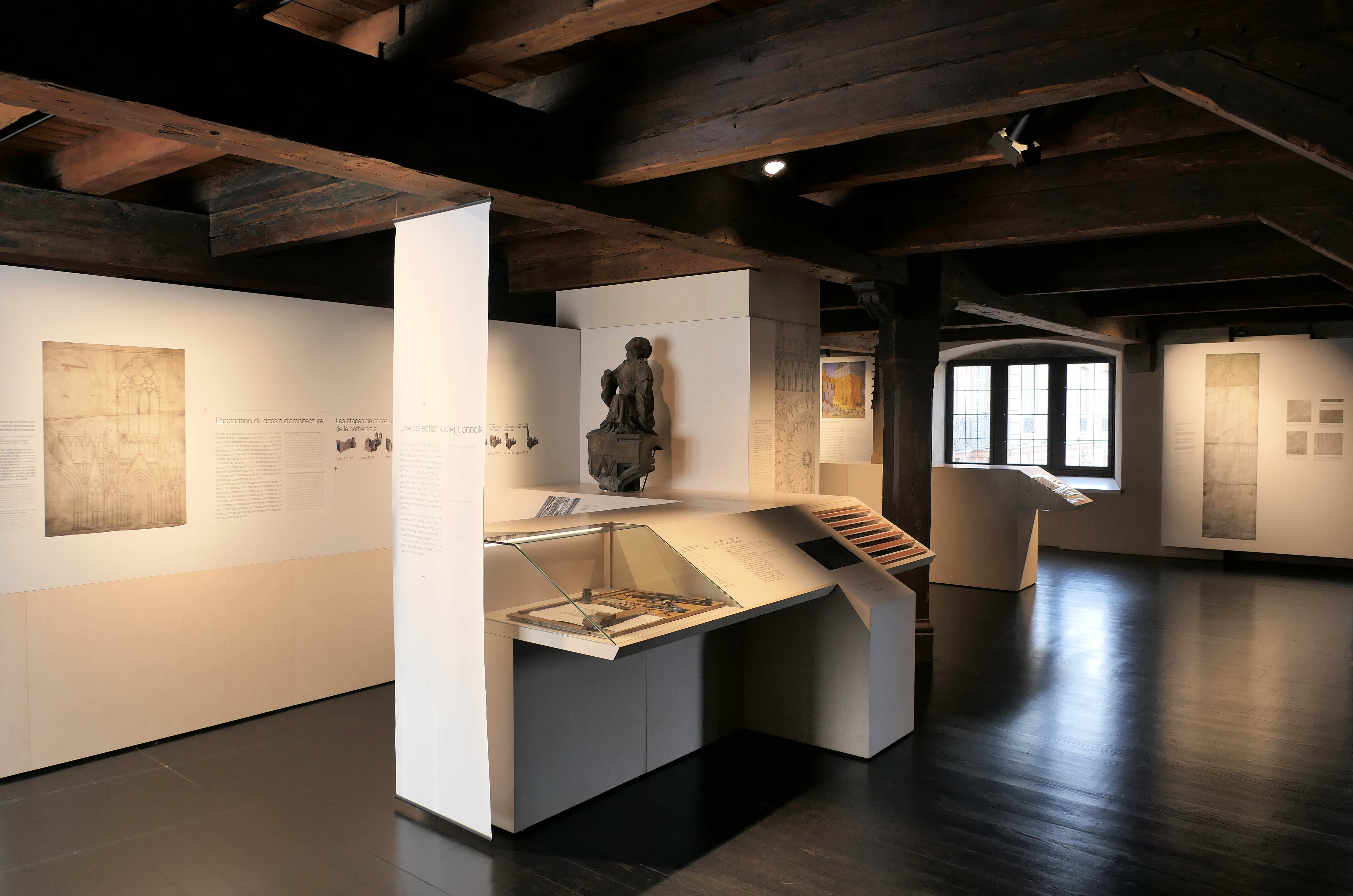
Salle d’interprétation

La salle de conservation des dessins a été conçue dès l’origine pour être une réserve visitable. La fragilité des dessins ne permet toutefois pas une ouverture permanente et les visites de cet espace sont donc strictement limitées. Afin de quand-même permettre de présenter au public la collection, son histoire et son importance pour l’histoire de la cathédrale et de l’architecture, une autre salle, appelée salle d’interprétation, a été aménagée en parallèle de la salle de conservation. Cette salle, qui est ouverte en permanence, présente des reproductions des dessins, à la fois matérielles et sous forme numérique, ainsi que d’autres dessins de la cathédrale conservés dans les autres collections européennes.

## Œuvres appartenant à la collection

### Dessin A(D.22.995.0.10)

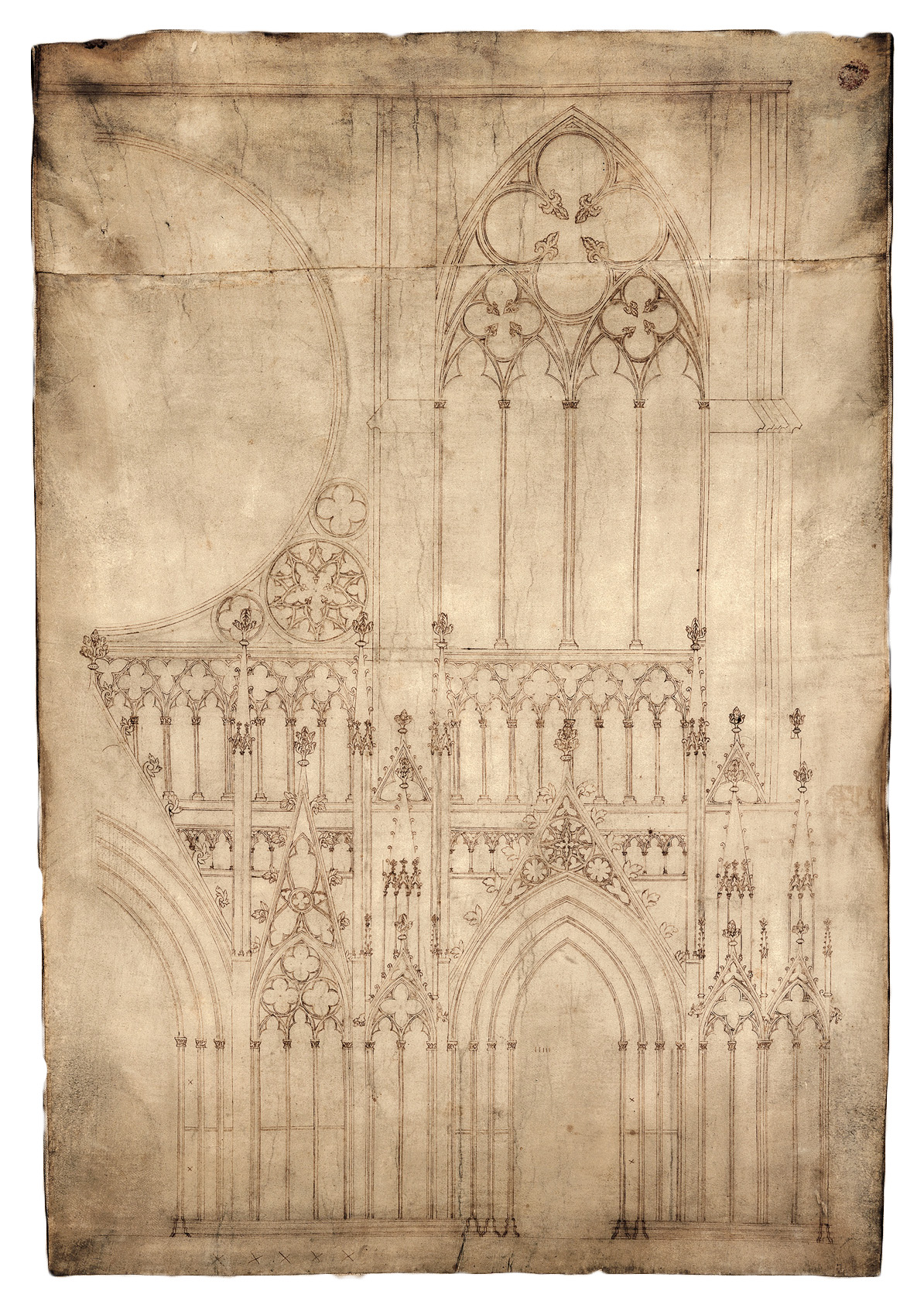
Le dessin A’.

Le dessin A, aussi appelé « projet A » est un grand dessin de 86 cm de haut et 61 cm de large représentant la façade de la cathédrale de Strasbourg. Le tracé met l’accent sur les formes architecturales en omettant les détails ornementaux les plus fins, comme les remplages aveugles des gâbles ou des arcatures des contreforts. Par ailleurs, par souci d’économie, seule la moitié sud de la façade a été représentée, la moitié nord devant être déduite par symétrie. Le verso comporte une esquisse incomplète d’un groupe de trois portails, qui pourraient être une esquisse préliminaire pour ceux de la cathédrale de Strasbourg. Roland Recht fait remarquer à ce propos qu’il n’est pas possible d’être certain de l’identification, du fait de différences assez importantes de proportions entre le dessins et le programme effectivement réalisé, mais que l’emplacement au verso du dessin A rend cette théorie assez solide.
Le dessin A a probablement été réalisé vers 1260. Böker considère que l’esquisse des portails sur le verso. aurait été réalisée juste avant celui de la façade au recto, ce qui en ferait le plus ancien dessin de la façade de la cathédrale de Strasbourg. Böker attribue ces dessins à maître Rudolf, cité comme magister operis dans un document du milieu du XIIIe siècle. Cette attribution n’a pourtant que peu été reprise dans les études postérieures, dont les auteurs font remarquer que le titre de magister operis a longtemps été donné aux administrateurs de l’Œuvre Notre-Dame et que maître Erwin est le premier architecte de la cathédrale clairement identifié comme tel. Ainsi, le catalogue partiel publié conjointement par le Musée et la Fondation de l’Œuvre Notre-Dame attribue ces dessins à une main anonyme.

### Dessin A’ (D.22.995.0.11)
Le dessin A’ étant très semblable au dessin A, il s’agit probablement d’une copie de celui-ci réalisée peu de temps après pour en détailler le programme ornemental. Il ne comporte en effet presque aucune trace de tracé préparatoire, ce qui tend à indiquer que son auteur avait sous les yeux un modèle lui permettant de réaliser ses traits directement à l’encre sans crainte de se tromper. Il se distingue par ailleurs du dessin A par le travail plus poussé sur l’ornementation des gâbles, des arcatures et des écoinçons de la rose. Du fait de sa proximité avec le dessin A, le dessin A’ pose les mêmes problèmes en matière d’attribution : l’attribution de Böker à un hypothétique maître Rudolf ne fait pas l’unanimité et n’a pas été reprise dans les travaux ultérieurs,.

### Dessin B (D.22.995.0.12)
Le dessin B, ou projet B ou dessin nº3, est une représentation en élévation de la moitié nord du massif occidental, vu depuis l’ouest. Ce dessin de grande taille, avec 275 cm de haut et 70 cm de large, est composé de deux parties : la partie inférieure est attribuée à maître Erwin et a probablement été réalisée vers 1260 ou 1270 ; en revanche, la moitié supérieure, qui montre une flèche non réalisée couronnant le deuxième étage, est d’une réalisation moins soignée et probablement un ajout postérieur réalisé par un autre auteur,.

### Dessin D (D.22.995.0.13)
Le dessin D, ou projet D ou dessin nº4, est un autre dessin de grandes dimensions, avec 160 cm de hauteur, et dont l’exécution est très soignée. Il a la particularité de montrer une élévation intérieure, à savoir celle du massif occidental, et d’être un développé, comme si les murs latéraux avaient été dépliés sur le parchemin. Comme à l’accoutumé, afin d’économiser le parchemin, son auteur n’a représenté la façade que du milieu occidental au milieu du mur nord, le reste s’extrapolant aisément par symétrie. Le dessin est attribué à maître Erwin par un large consensus, avec une réalisation probable vers 1280-1290,.

### Dessin nº5 (D.22.995.0.14)
Avec sa hauteur de plus quatre mètres et ses statues colorées à la peinture à l’eau, le dessin nº5, qui représente la partie centrale de la façade de la cathédrale de Strasbourg sur toute sa hauteur, est l’œuvre la plus impressionnante de la collection. Sa datation et, de là, son attribution demeurent sujettes à débat, les diverses propositions s’étendant entre 1300 et 1370 et y voyant les mains d’Erwin de Steinbach, de son fils Johannes Erwin ou de son petit-fils Johann Gerlach,.

### Dessin nº6 (D.22.995.0.10 et D.22.995.0.15)

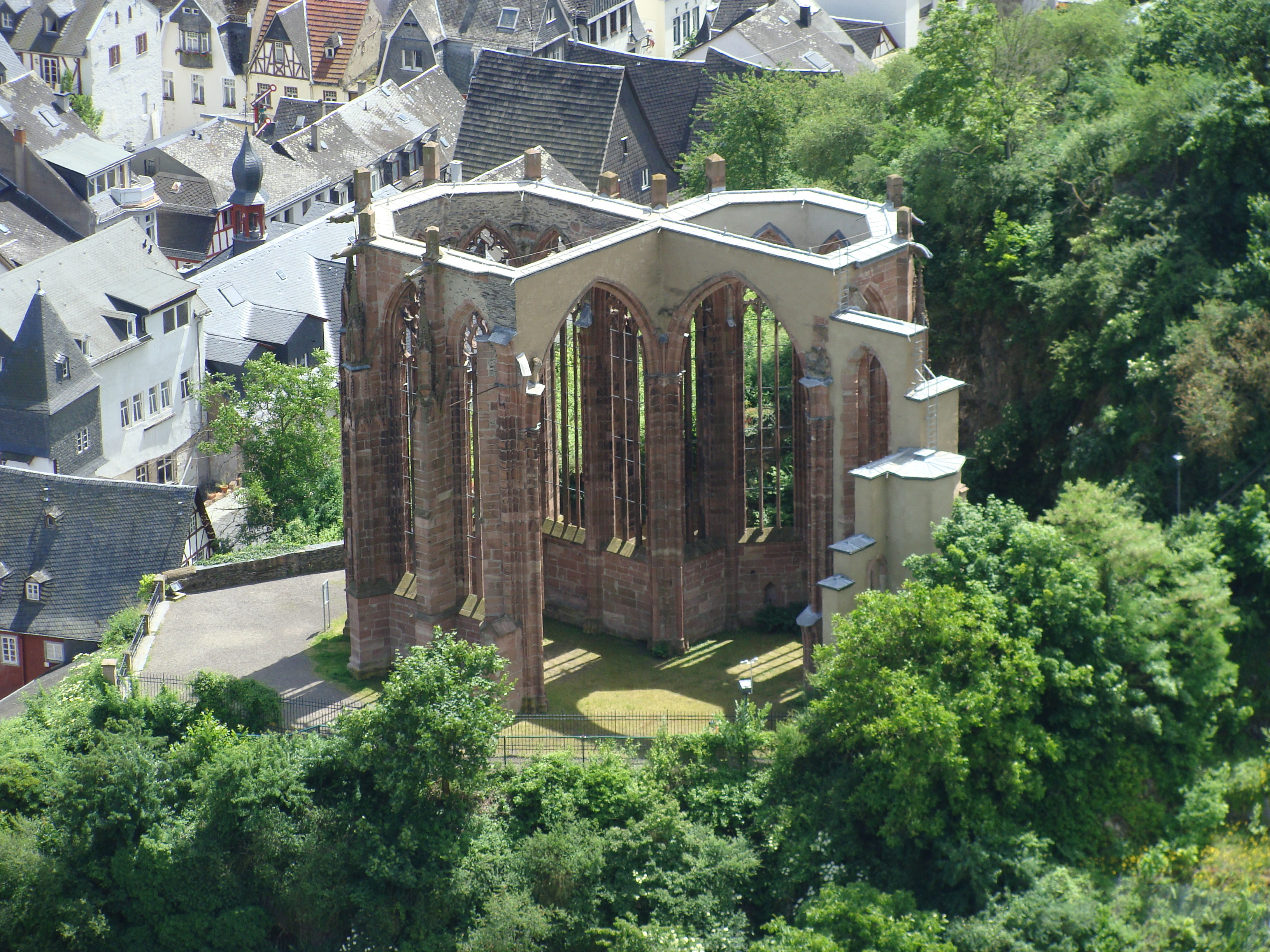
Ruines de la Wernerkapelle de Bacharach.

Le dessin nº6 est une représentation en élévation, doublée d’un plan, de la moitié sud de la façade occidentale. Le dessin est proche de la réalité et montre notamment le beffroi tel qu’il a été réalisé, ce qui indique qu’il est postérieur au dessin nº5. Pour cette raison il est généralement attribué au Claus de Lohre ou à Michel de Fribourg,.
Au verso se trouve le plan au sol d’une chapelle à chevet polygonal, avec également des absides polygonales formant les bras du transept. Comme souvent, le plan ne représente que la moitié du bâtiment, l’autre moitié étant reproductible par symétrie. Il s’agit très probablement d’une copie réalisée au XIVe siècle d’un plan de la Wernerkapelle de Bacharach, l’original ayant peut-être été tracé vers 1286-1289. Ces datations aboutissent parfois à attribuer le dessin original à maître Erwin et la copie à Jean Hültz.

### Dessin nº7 (D.22.995.0.16)
Le dessin nº7 est très probablement l’œuvre de Hans Hammer, sa marque étant intégrée dans le décor architectural. Il représente l’élévation d’une tour semblable à l’octogone et à la flèche de la cathédrale de Strasbourg, sans être identique. En effet, si l’octogone est conforme à celui de la cathédrale, la flèche se différencie de deux manières : la partie inférieure conserve les mêmes principes structurels, mais avec une décoration plus tardive, tandis que la partir supérieure est très différente et forme un piédestal pour une statue monumentale de la Vierge. Traditionnellement ce plan est considéré comme une étude voir un projet pour la deuxième flèche que projetait Hans Hammer. Böker y voit en revanche plutôt une proposition de transformation de la tour nord, qui n’aurait pas été mise en œuvre,.

### Dessin nº8 (D.22.995.0.17)
Le dessin nº8 est une copie d’une représentation en élévation de l’octogone et de la flèche, signée par Jean Hültz. Si l’octogone est tel qu’il a été réalisé, la flèche est en revanche très différente et montre donc le premier projet de flèche. celui-ci a été abandonné très rapidement, seuls les départs des clochetons couvrant les tourelles d’escalier ayant été posés.
Cette copie a été réalisée en 1845, alors que le plan se trouvait dans une collection privée à Paris. Ayant disparu peu de temps après, le plan est repéré à l’occasion d’une vente privée en 2018 et immédiatement classé Trésor national pour empêcher son départ à l’étranger. En dépit de forts soupçons, la Fondation de l’Œuvre Notre-Dame n’a pu prouver que le plan avait été volé dans ses collections à la Révolution et est donc contrainte de rassembler 1,75 million d’euro pour en faire l’acquisition. Après une longue incertitude, la somme n’ayant toujours pas été rassemblée en avril 2022, le plan parvient à être acquis peu de temps après grâce à la contribution d’acteurs privés, notamment la Société des amis de la cathédrale de Strasbourg et le Crédit Mutuel. Après avoir été restauré, le plan original a rejoint le reste de la collection au Musée de l’Œuvre Notre-Dame en janvier 2023,,.

### Dessins nº10 et 11 (D.22.995.0.18.1.1 et D.22.995.0.18.1.2)
Les dessins nº10 et nº11 se trouvent sur le recto et le verso du même parchemin. Le premier est un plan de la tour sud de la cathédrale de Strasbourg montrant les trois niveaux de celle-ci, tandis que le dessin nº11, au verso, est un plan au sol de l’octogone, avec ses quatre tourelles d’escalier. L’attribution des deux dessins ne fait pas consensus, la majorité des auteurs faisant d’Ulrich d’Ensingen leur auteur, tandis que Böker penche plutôt pour son successeur, Jean Hültz,.

### Dessin nº13 (D.22.995.0.18.3)
Le dessin nº13 représente une série de trois contreforts, similaires à ceux présents sur le dessin nº15. Cette parenté les fait généralement mettre en relation avec le début du chantier du massif occidental, ce qui placerait leur relation dans la seconde moitié du XIIIe siècle. Si cette hypothèse de datation est retenue, il est alors probable que l’auteur en soit Erwin de Steinbach.

### Dessin nº14
Le dessin nº14 est un plan de l’angle nord-ouest, ou de l’angle nord-est, de la tour nord de la cathédrale Saint-Étienne de Vienne. Il fait partie des quelques dessins qui n’ont pas été mis en dépôt au musée de l’Œuvre Notre-Dame et reste donc conservé à la Fondation de l’Œuvre Notre-Dame. Bien qu’incomplet, le dessin est dans l’ensemble précis et soigné, en dépit de quelques différence entre le tracé et l’état réel du bâtiment. Ces écarts par rapport à ce qui a été construit indiquent qu’il s’agit probablement d’un plan préliminaire. La construction de la tour est principalement l’œuvre de Laurenz Spenning, qui est devenu maître d’œuvre en 1454, et il est probablement aussi l’auteur du dessin. La présence de ce dessin à Strasbourg peut s’expliquer par la rencontre entre Spenning et le maître d’œuvre de Strasbourg Jost Dotzinger en 1459, à l’occasion de laquelle des dessins ont été échangés.

### Dessins nº15 et nº16 (D.22.995.0.19)
Le dessin nº15 représente au recto un plan au sol de la moitié sud du narthex et de la dernière travée de la nef. L’attribution du dessin n’est pas totalement tranchée : pour Roland Recht et Barbara Schock-Werner, il aurait été réalisé par Hans Hammer à la fin du XVe siècle au moment où il planifie de construire une seconde flèche ; pour Böker et Brehm il serait au contraire lié à la conception du massif occidental vers 1270 et serait donc de la main de maître Erwin.
Le verso, qui a reçu le nº16 bien qu’il s’agisse du même parchemin, est également occupé par un plan du massif occidental, avec toutefois deux différences majeures : il s’agit de la moitié nord et surtout les différents étages sont représentés, y compris ceux de l’octogone. La majeure partie des études attribuent ce dessin à Hans Hammer, dans le cadre du projet de construction d’une seconde tour, mais Böker considère que le dessin aurait plutôt été réalisé par Matthäus Ensinger pendant la construction de la première tour, vers 1420.

### Dessin nº17 (D.22.995.0.28)
Le dessin nº17 est une copie du dessin C, qui représente la partie nord de la façade occidentale. Le dessin correspond à ce qui a été réalisé pour la partie inférieure, mais il existe des différences au niveau du premier étage de la tour nord, ce qui tendrait à placer sa création vers 1280-1290, lorsque le premier niveau du massif occidental est presque achevé. C’est à ce moment que maître Erwin arrive sur le chantier et ce dessin pourrait être sa proposition pour la poursuite des travaux.
Le dessin C a été détruit par les Français en 1689, mais avait fait l’objet d’une copie par Johann Jakob Arhardt peu de temps auparavant, en 1670. Le dessin nº17 est lui-même une copie du XIXe siècle de cette copie, qui est conservée au Germanisches Nationalmuseum. Les deux copies sont colorées, mais il n’est pas clair si l’original l’était également et s’il s’agit d’un programme de polychromie ou d’une aide à la lecture.

### Dessin nº21 (D.22.004.0.1)
Le dessin nº21 est en réalité composé de deux dessins tracés à l’encre brune des deux côtés d’un même parchemin de 63,5 × 53,5 cm. Les deux dessins sont des plans de chœur : celui de la cathédrale Notre-Dame de Paris au recto et celui de la cathédrale d’Orléans au verso. Ce dernier n’est toutefois pas le chœur actuel, mais le premier chœur gothique construit entre 1287 et 1329 et détruit en 1582. Le dessin parisien ne représente pas exactement l’état du chœur tel qu’il a été exécuté et pourrait donc être selon Erlande-Brandenbourg une copie d’un plan préparatoire réalisé par Pierre de Chelles avant le début des travaux en 1296 ou peu de temps après. Böker abonde dans ce sens et rapproche le style d’autres dessins attribués à Erwin de Steinbach, bien que le dessin ait antérieurement été considéré comme ayant été réalisé aux environs de 1320-1330. Böker attribue également le dessin d’Orléans à maître Erwin, qui l’aurait réalisé peu de temps après celui de Paris, vers 1300. Là encore cela va à l’encontre de la datation précédemment admise, qui place la réalisation des deux plans au même moment.
L’explication dominante sur la raison de la présence de ces copies sur le chantier strasbourgeois est qu’au cours du XIVe siècle il a été envisagé de remplacer l’ancien chœur roman par un chœur gothique. Pour réaliser ce nouveau chœur, le maître d’œuvre strasbourgeois est allé puiser à la même source d’inspiration que celle de la façade alors projetée à Strasbourg sur le modèle de Paris. La présence de la cathédrale d’Orléans est quant à elle probablement liée au fait qu’il s’agit alors du projet le plus récent et donc potentiellement le plus novateur.

### Dessin nº23 (D.22.995.0.9)
Le dessin nº23 est un plan des voûtes de la chapelle Sainte-Catherine de la cathédrale de Strasbourg mesurant 10,5 cm de long pour 50 cm et réalisé à l’encre noire, au crayon et à la sanguine sur papier épais. Consacré en 1349, cette chapelle était à l’origine couverte de voûtes en étoile à clés pendantes, qui, en raison de son état de dégradation avancé, ont été remplacées entre 1542 et 1547 par l’architecte Bernhard Nonnenmacher. Ce dessin est de fait très probablement un tracé préparatoire à ces travaux en raison de l’imprécision du trait, du fait que le dessin ait partiellement été exécuté à main levé et qu’il y a des différences entre le dessin et la voûte telle qu’elle a été exécutée.

### Dessin nº26 (D.22.995.0.32(2))
Le dessin nº26 comprend un plan au sol et une représentation en élévation d’une tourelle d’escalier à noyau creux. La forme des éléments architecturaux et décoratifs indiquent sans aucun doute possible une réalisation de la deuxième moitié du XVe siècle. Les similitudes avec le dessin nº12, la chaire et le Musterbuch permettent de l’attribuer plus précisément à Hans Hammer, vers 1485-1490. Cette attribution fait d’autant plus sens que ce dernier est l’auteur de la tourelle d’escalier faisant jonction entre la coursive supérieure de la nef et le massif occidental, très proche de ce dessin qui en est probablement un projet.

### Dessin nº27 (D.22.995.0.31)
Le dessin nº27 est un plan au sol d’un chœur à quatre travées et abside à trois pans, couvert d’une voûte en étoile. L’édifice représenté n’a pas été identifié, mais les caractéristiques de la voûte, similaire à celles des églises de Karpfham (commune de Bad Griesbach im Rottal) et Saint-Pierre-et-Saint-Paul de Mittelzell plaident en faveur d’une conception de la deuxième moitié du XVe siècle. Le papier utilisé et la signature permettent toutefois d’attribuer le dessin à Bernhard Nonnenmacher.

### Dessin nº28 (D.22.995.0.31)

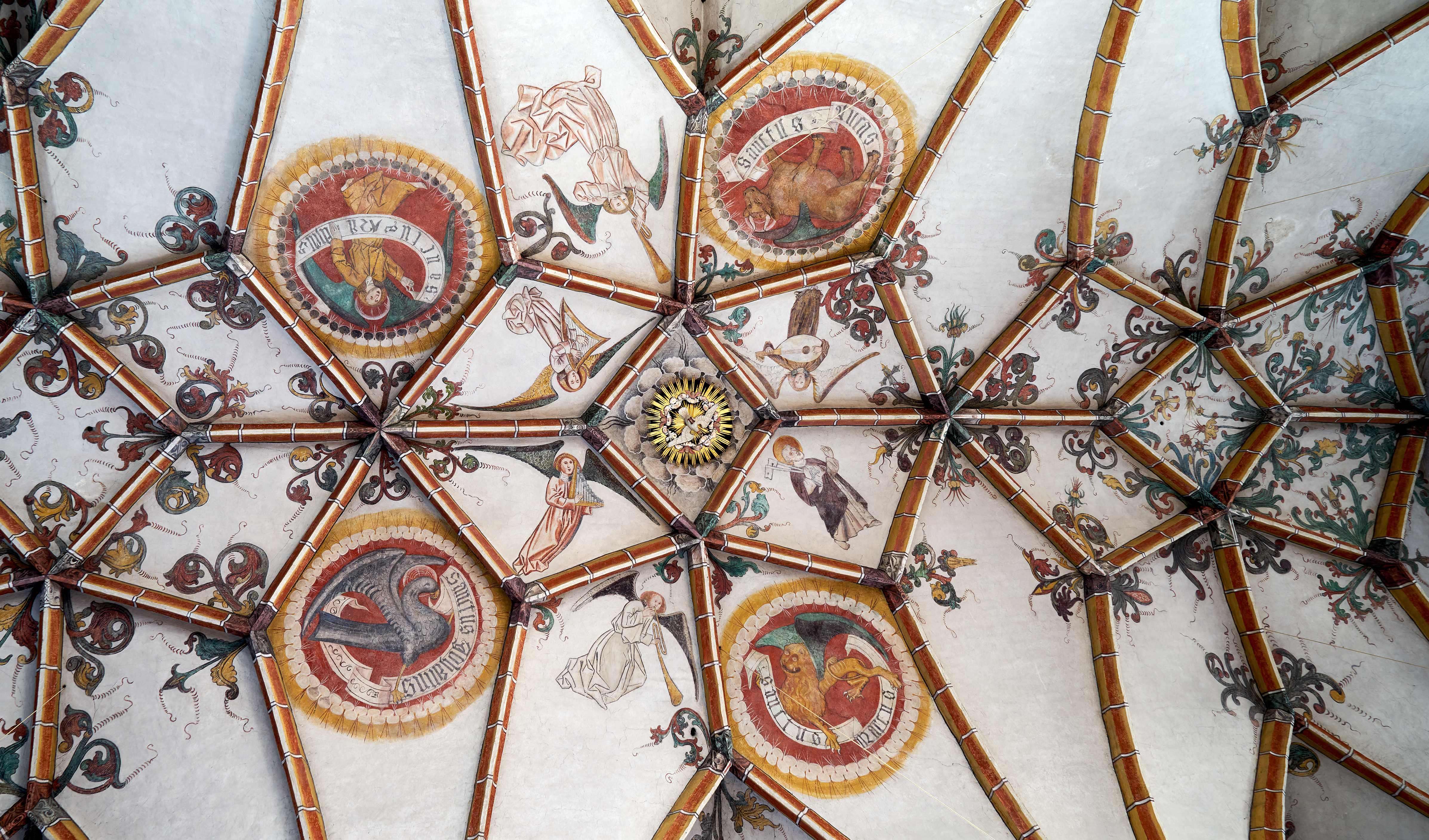
Voûte de l’église de Karpfham.

Le dessin nº28 est un plan d’un chœur couvert d’une voûte en étoile mesurant 56,7 × 46,3 cm. L’édifice représenté n’a pas été identifié, mais il s’agit d’un type de plan assez fréquent dans l’espace germanique dans la deuxième moitié du XVe siècle, les églises de Karpfham, Mittelzell, Heiligenblut am Großglockner ou encore Münsterappel présentant des formes identiques ou similaires. Le filigrane du papier, les encres utilisées et la méthode de dessin sont semblables à ceux utilisés sur des dessins attribués à Bernhard Nonnenmacher, ce qui laisse à penser qu’il serait également l’auteur de celui-ci. Ce type de plan étant fréquent et se trouvant par ailleurs dans plusieurs traités d’architecture, il est possible qu’il s’agisse d’un dessin d’apprentissage de Bernhard Nonnenmacher, d’autant plus que Hans d’Erfurt, architecte de l’église de Mittelzell, se trouvait à Strasbourg dans les années 1480.

### Dessin nº29 (D.22.995.0.22)
Le dessin nº29 est un plan partiel de la cathédrale de Milan de 96 × 50 cm réalisé à l’encre brune couvrant un tracé préparatoire à la pointe sèche. Le dessin est incomplet et comportent des sections exécutées à main levée et des parties insérées à postériori, qui contrastent avec un tracé soigné réalisé à la pointe sèche, mais qui a été parfois mal interprété par le dessinateur. Il présente surtout d’importantes différences avec ce qui a été effectivement construit : la nef présente en particulier une longueur de cinq travées sur le plan, alors que huit ont été construites.
La présence de ce dessin dans la collection est à mettre en relation avec les relations étroites entre les chantiers de Strasbourg et de Milan au XVe siècle, le duc de Milan sollicitant même à plusieurs reprises l’envoi d’un maître d’œuvre à la Ville de Strasbourg dans les années 1480. Le nombre de travées représentées et les insertions à postériori indiquent que le dessin a été réalisé avant le milieu du XVe siècle, lorsque la nef a été prolongée de trois travées. Pourtant le filigrane du papier ainsi que la méthode d’exécution est similaire à d’autres dessins de la collection réalisés plus tardivement, entre la fin du XVe siècle et le milieu du XVIe siècle. Par ailleurs, le dessinateur s’est manifestement concentré sur la tour de croisée, réalisée en 1490. Böker attribue par conséquent le dessin à Bernhard Nonnenmacher, sur la base de l’utilisation des mêmes papier et encre que sur les dessins nº24 et nº28, ainsi que des similitudes stylistiques.